# Brownlee (Nebraska)
Brownlee je naseljeno područje za statističke svrhe u američkoj saveznoj državi Nebraska. Prema popisu stanovništva iz 2010. u njemu je živjelo 15 stanovnika.